# Jean Froissart
Jean Froissart (* um 1337 in Valenciennes; † um 1405 vermutlich in Chimay/Belgien) war ein französischsprachiger Dichter und Chronist. Sein Hauptwerk ist eine umfangreiche Chronik der ersten Hälfte des Hundertjährigen Krieges (1337–1453) zwischen den Kronen Englands und Frankreich.

## Leben und Schaffen

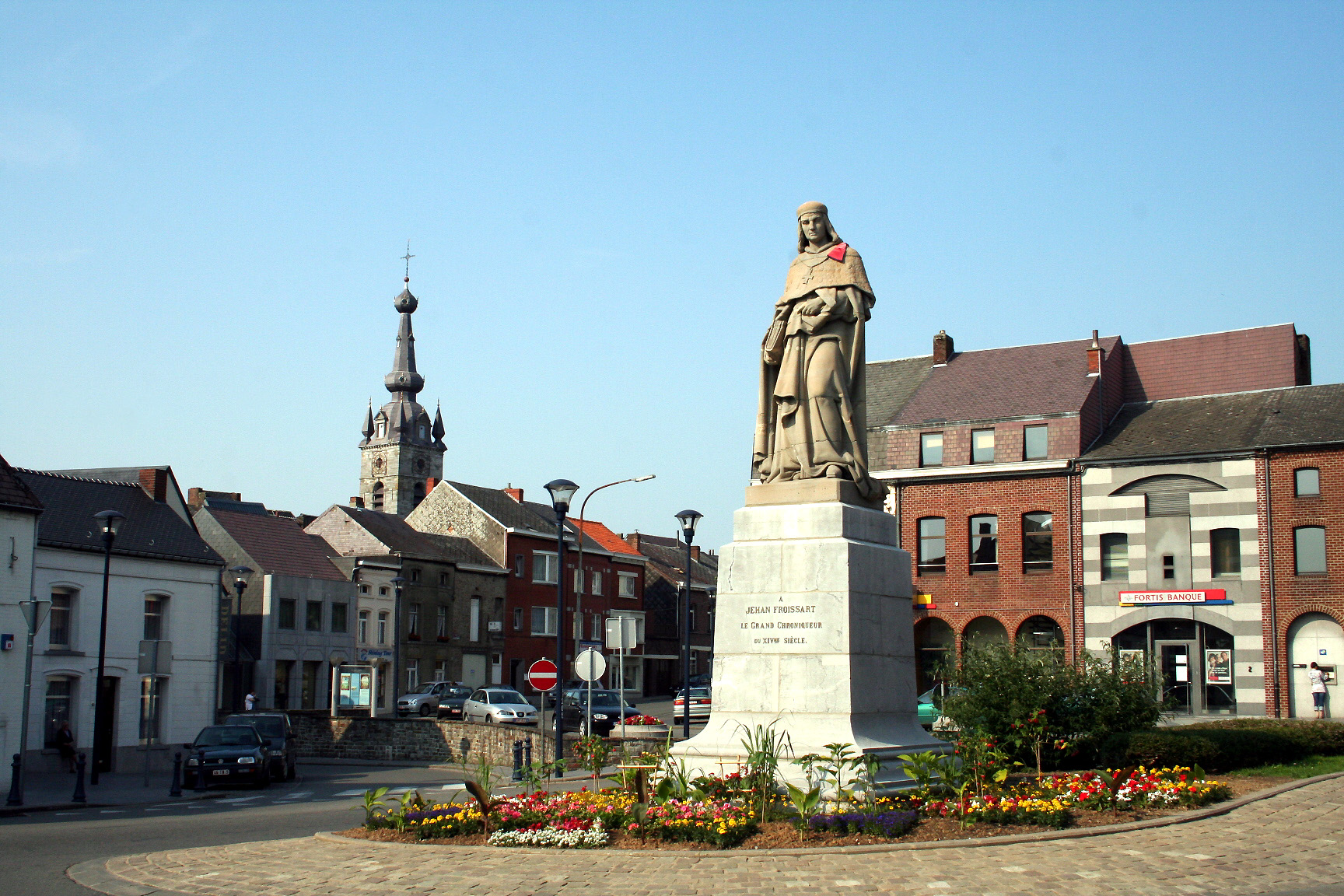
Place Froissart, Chimay, Belgien

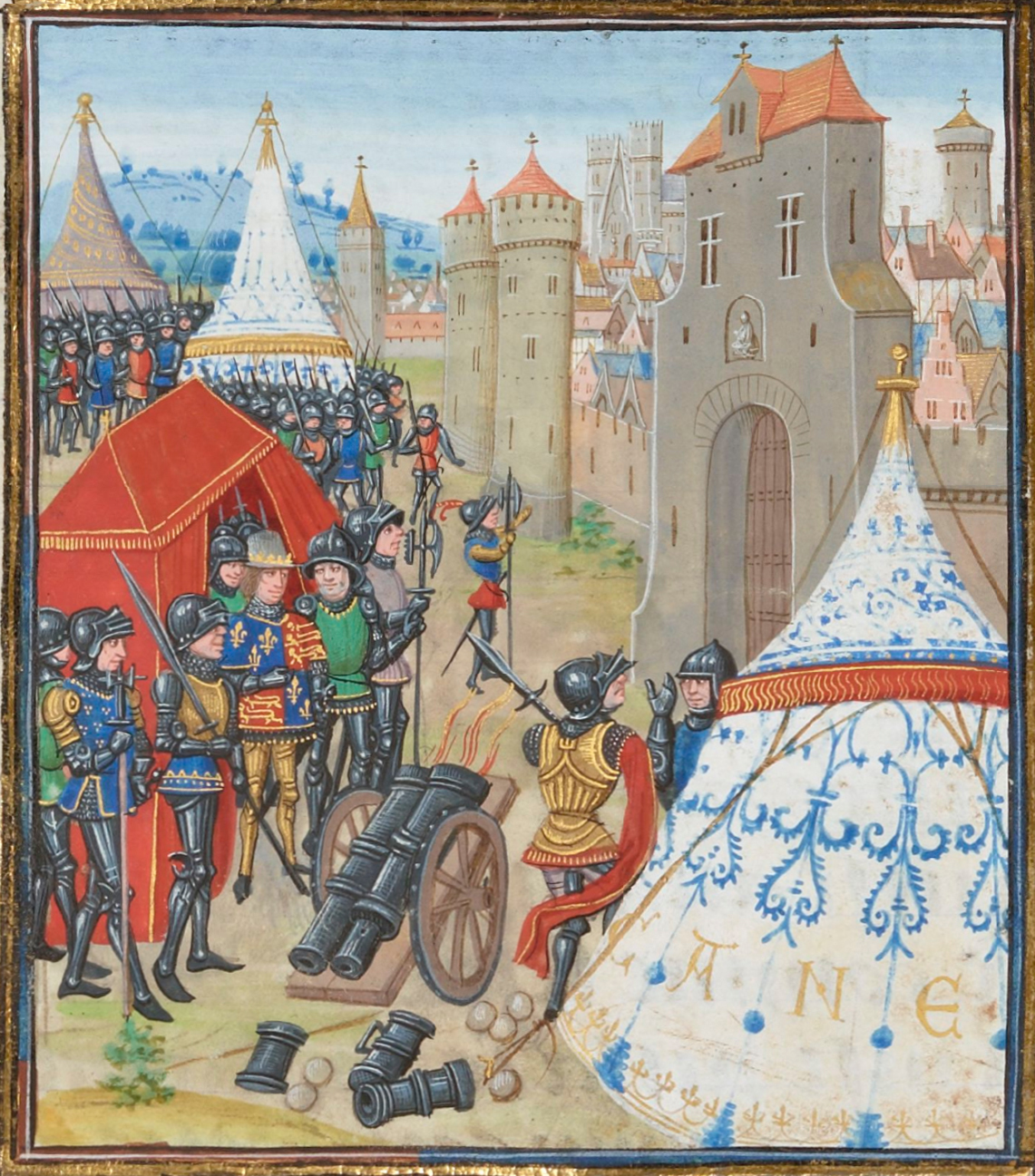
Edward III. belagert Reims. Illustration in einer Ausgabe des 15. Jhs. der Chroniques de Jean Froissart, Bibliothèque Nationale de France

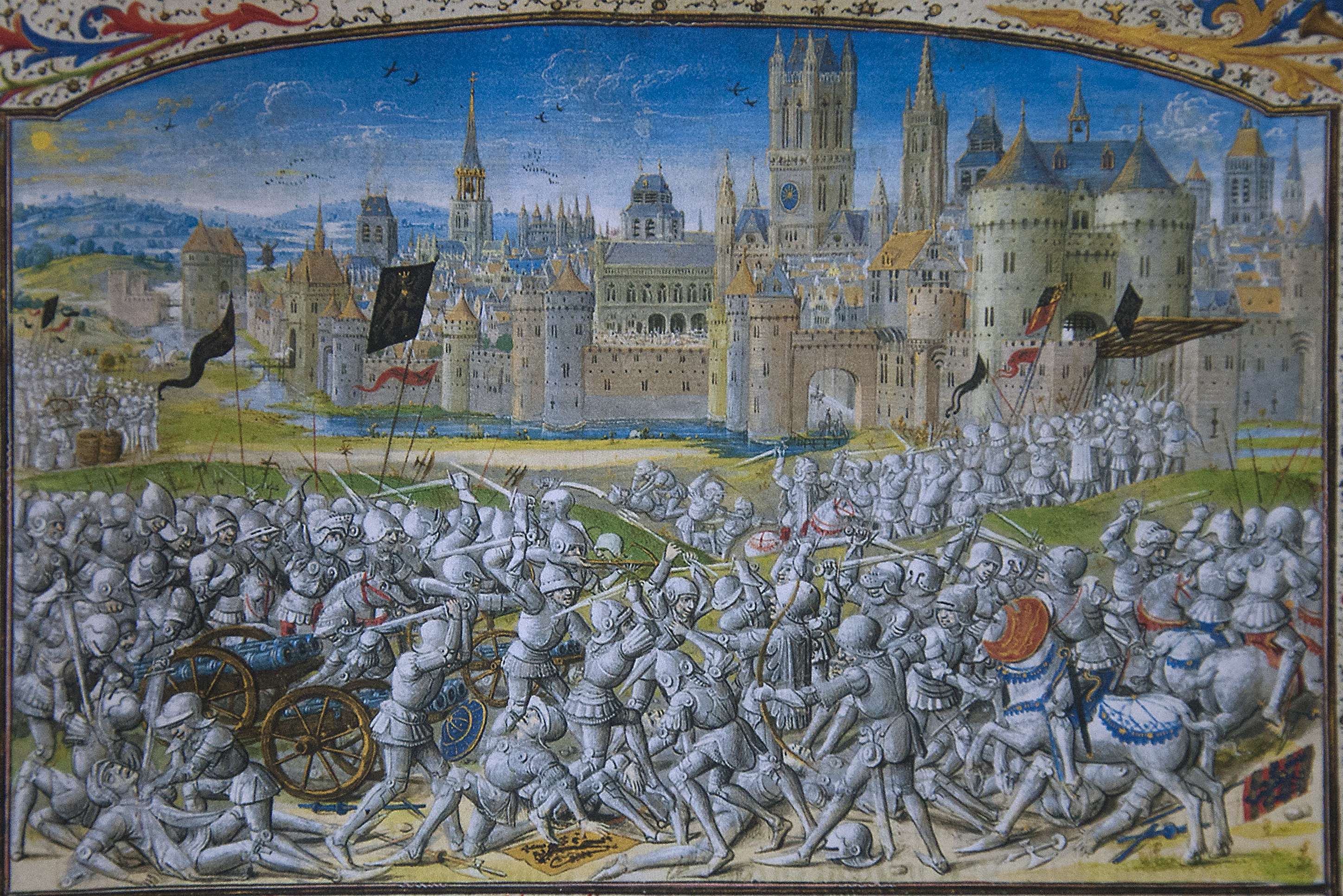
Die Schlacht von Beverhoutsveld, um 1468 lluminiert in den Chroniques de Jean Froissart (Berlin Staatsbibliothek: Bildarchiv Preussischer Kulturbesitz, ms. Rehdiger 3 (Depot Breslau, 1, Bd. 3)

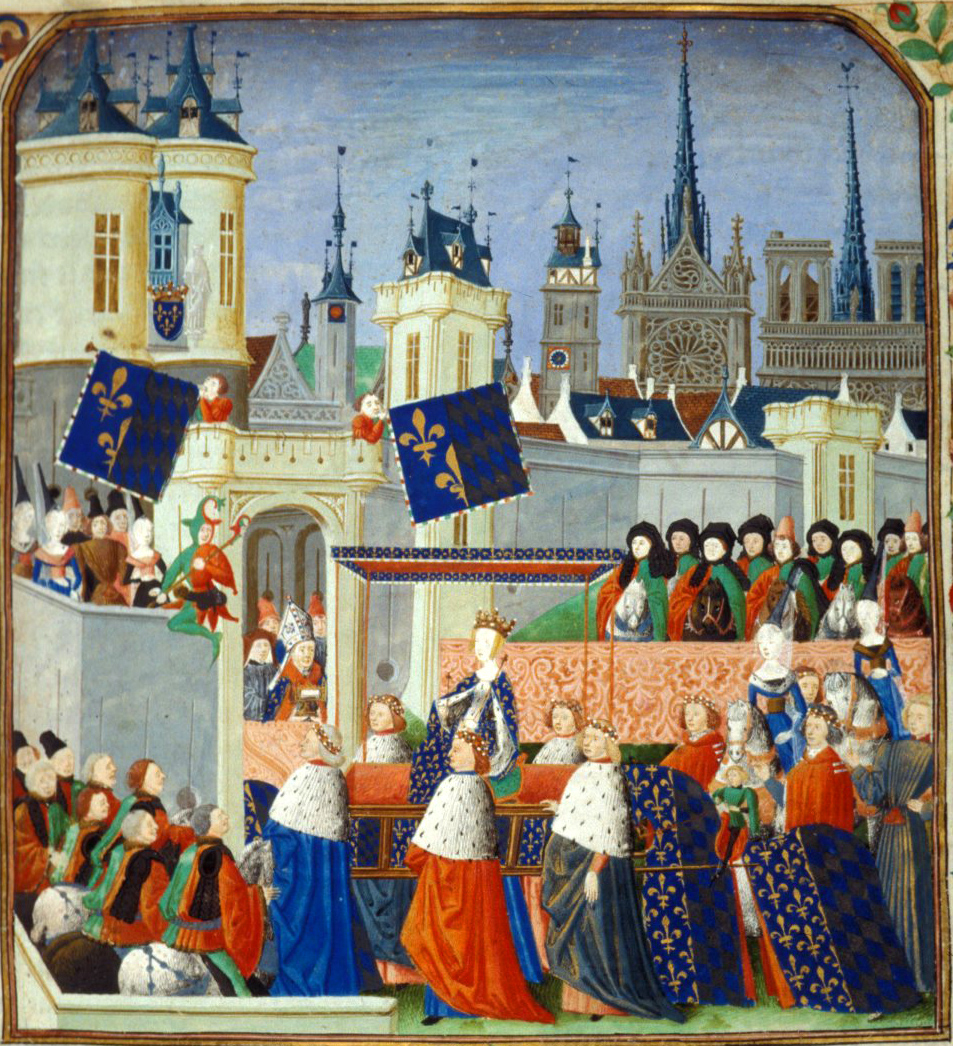
Einzug der Isabella von Bayern in Paris. Buchillustration in Chroniques, London, British Library, ms. 4379, um 1470/72

### Frühes Leben; Aufenthalt in England
Über Froissarts Leben ist relativ wenig bekannt. Die meisten Fakten zu seiner Biographie liefern die autobiographischen Anspielungen in seinen historischen Werken. Außerdem erwähnen archivalische Quellen manche Angaben zu seinen Diensten für Adlige sowie Geschenke, die er von seinen Patronen erhielt. Dagegen sind die pseudo-autobiographischen Angaben in Froissarts Gedichten unzuverlässig. Sein eigenes Zeugnis, dass er 1390 ein Alter von 57 Jahren erreicht habe, ist widersprüchlich; meist wird heute sein Geburtsjahr mit etwa 1337 angenommen. Er wurde in Valenciennes in der damaligen Grafschaft Hennegau geboren und war eventuell der Sohn eines Wappenmalers, wie er in einer dem Grafen von Foix dargebrachten Pastourelle anzudeuten scheint, doch ist dies unsicher. Er dürfte zunächst für eine geistliche Laufbahn bestimmt gewesen sein und die für angehende Kleriker vorgesehene Erziehung erhalten haben. Doch verspürte der literarisch sehr interessierte junge Mann, der allerlei Romane las, offenbar keine besondere Neigung für diesen Beruf und wandte sich bald von einem geistlichen Leben ab.
Schon früh genoss Froissart die Förderung durch die Familie des Grafen von Hennegau. Auch begann er bereits in jungen Jahren, Reime zu dichten und sich für die zeitgenössische Geschichte zu interessieren. Im Auftrag von Robert de Namur schrieb er einen Bericht über erst vor kurzem ausgetragene kriegerische Konflikte zwischen England und Frankreich, insbesondere die Schlachten von Crécy (1346) und Poitiers (1356). Wohl auf die Empfehlung von Johann von Beaumont, einem Sohn des Grafen Johann II. von Hennegau und Holland, fand Froissart Anschluss an Philippa von Hennegau, die Gemahlin von König Edward III. von England. Daher ging er 1361 als etwa 24-Jähriger zu ihr an den Londoner Königshof. Nach einer kurzen Rückkehr in seine Heimat begab er sich wieder an ihren Hof und wurde zu ihrem Sekretär ernannt, eine Position, die er bis zu ihrem Tod behielt. Aufgrund dieser Stellung lernte er bedeutende Persönlichkeiten wie den in die Gefangenschaft nach London zurückgekehrten französischen König Johann II. den Guten und Edward, den Schwarzen Prinzen sowie Militärführer der Frühphase des Hundertjährigen Kriegs kennen.
Am englischen Hof verfasste Froissart höfische Lyrik und andere Versdichtungen im Stile Guillaumes de Machaut. In London begann er auch, sich als Chronist der jüngsten Vergangenheit zu betätigen. Eine erste Chronik, die die Kriegstaten der Engländer feierte und Philippa gewidmet war, ist jedoch nicht erhalten. Waren Chronisten bis dahin in der Regel Personen, die an dem von ihnen geschilderten Geschehen selbst beteiligt gewesen waren und dieses aus ihrer Sicht rückblickend darstellten, so entwickelte Froissart die neuartige Methode, sich historische Ereignisse von verschiedenen Zeugen berichten zu lassen und aus den unterschiedlichen Perspektiven ein quasi objektives Bild zusammenzusetzen. Um Informationen zu gewinnen, nutzte er nicht nur seine lokalen (zum Beispiel anfangs meist Londoner) Bekanntschaften, sondern unternahm auch Reisen in England, Frankreich und den Niederlanden zu potenziellen Augenzeugen.
Das Bild des Hundertjährigen Krieges, das er entwirft, ist allerdings in erster Linie das von ruhmsüchtigen Fürsten und Rittern, die sich eindrucksvolle Kämpfe und Schlachten liefern. Hierbei sympathisiert Froissart anfangs eher mit den Engländern. Später werden ihm zumindest ansatzweise auch die Leiden des Volkes in Frankreich bewusst sowie die Tatsache, dass die englischen Feldzüge auf französischem Boden Raubzüge waren, bei denen englische Könige und Heerführer die Schwäche ausnutzten, in die Frankreich nach 1314 durch eine Serie rascher Thronwechsel verfiel.
Während seines Aufenthalts in England reiste Froissart u. a. 1365 zu König David II. nach Schottland. Wohl 14 Tage verweilte er auf dieser Tour bei William Douglas, 1. Earl of Douglas in Dalkeith. Auf Anregung Königin Philippas wollte er den Schwarzen Prinzen begleiten, als dieser sich nach Kastilien begab, um Peter den Grausamen zu unterstützen. Im Frühjahr 1366 verließ er London und reiste über Brüssel nach Bordeaux (Januar 1367). Einen Monat später kam er in Dax an, wurde aber vom Schwarzen Prinzen mit Briefen, die er dessen Mutter Philippa überbringen sollte, nach England zurückgeschickt.

### Dienst für mehrere Patrone; Reisen; literarische Tätigkeit
Im Frühjahr 1368 begleitete Froissart einen anderen Sohn Philippas, Lionel of Antwerp, 1. Duke of Clarence, zu dessen Hochzeit mit Violante Visconti nach Mailand. An den Vermählungsfeierlichkeiten des jungen Prinzen nahmen auch die bedeutenden Literaten Geoffrey Chaucer und Francesco Petrarca teil. Froissart geht in seinen Werken kaum auf diese Reise ein. Der Duke of Clarence starb bereits am 17. Oktober 1368 in Asti.  Froissart blieb zunächst noch in Italien und machte von Mailand aus einen Abstecher nach Savoyen, dann besuchte er Bologna, Ferrara und Rom. Als er auf der Rückreise in Brüssel vom Tod seiner Gönnerin, Königin Philippa († 15. August 1369) erfuhr, kehrte er nicht nach England zurück, sondern ging wieder nach Valenciennes, wo er kurzzeitig als Händler arbeitete. Bereits 1370 aber lebte er in Brüssel, wo er in Robert de Namur seinen neuen Mäzen fand.
Um 1370 begann Froissart mit der Arbeit an seinen vierteiligen Chroniques de France, d’Angleterre, d’Ecosse, de Bretagne, de Gascogne, de Flandre et lieux circonvoisins (Chroniken Frankreichs, Englands, Schottlands, der Bretagne, der Gascogne, Flanderns und der benachbarten Örtlichkeiten), deren erstes Buch er Robert de Namur widmete. An dieser Chronik schrieb er unermüdlich bis fast an sein Lebensende. Sie erfuhr im 15. Jahrhundert eine so beachtliche Verbreitung, dass sich mehr als 100, zum Teil reich illustrierte, Manuskripte erhalten haben.
1372 feierte Froissart die Rückkehr des Herzogs Wenzel von Brabant nach Brüssel in einer Pastourelle; der Herzog war nämlich 1371 in der Schlacht bei Baesweiler in Gefangenschaft geraten und nun erst freigelassen worden. In der Folge konnte sich Froissart auch der Patronage Wenzels erfreuen. Im September 1373 wurde ihm nach Empfang der niederen Weihen die Pfarre zu Lestines-au-Mont verliehen, die damals zum Bistum Cambrai gehörte. Unterdessen schuf er neben der Arbeit an seiner Chronik auch andere Werke. So arbeitete er am Meliador, dem letzten in Versen verfassten und zum Artus-Stoff gehörigen Ritterroman in französischer Sprache, in den auch Gedichte Herzog Wenzels eingestreut sind. 1381 wurde er Sekretär des Herzogs.
Nach Wenzels Tod im Dezember 1383 trat Froissart in die Dienste des Grafen Guy de Blois, dessen Kaplan er bald wurde. Sein neuer Mäzen versorgte ihn mit einer einträglichen Pfründe, indem er 1384 die Stelle eines Kanonikus von Chimay erhielt. 1385 begleitete er seinen Patron in den heimatlichen Hennegau. Im nächsten Jahr kehrte er nach Blois zurück, um an der Hochzeit von Guys Sohn Louis mit Marie de Berry teilzunehmen. Damals machte er sich an die Ausarbeitung des zweiten Buchs seiner Chronik. Guy scheint ihn auch zu deren Weiterführung ermuntert zu haben. Jedenfalls finanzierte er ihm eine Reise zu Graf Gaston III. von Foix-Béarn, nahe der spanischen Grenze. Froissart hoffte, an Gastons Hof Informationen zu den in Südfrankreich und Spanien ausgetragenen Kämpfen für seine Chroniques zu erhalten. So schickte Guy ihn Anfang 1388 als seinen Gesandten zu Gaston, um diesem vier ausgezeichnete Jagdhunde zu präsentieren. Die Reise ging über Carcassonne (14. November 1388) nach Pamiers, wo Froissart den Ritter Espaing de Lyon traf, der ihm auf der weiteren Route Aufschneidereien seiner Heldentaten erzählte. Am folgenden 25. November gelangte die kleine Gesellschaft nach Orthez, wo Espaing de Lyon zur Burg aufstieg und dem Grafen von Foix Froissarts Besuch ankündigte. In der Folge stand der Chronist etwa zwölf Wochen lang in Verbindung mit Gaston und suchte regelmäßig dessen Schloss zur Erlangung der gewünschten Informationen auf. Diese Treffen fanden in den späten Nachtstunden statt, und Froissart trug hierbei auch seinen Meliador vor. Seine Gespräche mit dort anwesenden Rittern fanden Eingang in seine Chronik. Im März 1389 verließ er den Hof Gastons wieder und schloss sich dem Gefolge der erst elfjährigen Adligen Jeanne de Boulogne an, die sich damals auf den Weg zur Hochzeit mit Herzog Jean de Berry machte. Die Reise führte sie u. a. nach Avignon, und in Riom wurde sie von ihrem Bräutigam empfangen, wobei Froissart die Vermählung Jeannes (Juni 1389) in einer Pastourelle feierte. Dann begab sich der Chronist heimwärts, traf aber noch unterwegs in Paris einen alten Gönner, den Grafen Enguerrand VII. de Coucy, dem er das Kanonikat zu Lille verdankte und der ihn nun drei Tage auf der nahe Cambrai gelegenen Burg Crevecœur bewirtete. Nach 14-tägigem Aufenthalt im heimatlichen Valenciennes kehrte er wieder zu seinem Patron Guy de Blois zurück, den er in Schoonhoven traf.

### Spätere Jahre und Tod
Guy de Blois war mittlerweile stark verschuldet und Froissart verließ ihn bald und eilte wieder nach Paris, wo er den am 22. August 1389 erfolgten Einzug Isabeaus, der Gattin des Königs Karl VI., in die französische Hauptstadt miterlebte. Dieses Ereignis feierte er durch eine Ballade. Er hatte sich bereits an die Ausarbeitung des dritten Buchs seiner Chronik gemacht und begann 1390 mit der Abfassung des vierten und letzten Buchs. Um weitere Nachrichten über die Kriege in Kastilien und Portugal zu erhalten, begab er sich 1390 nach Brügge und von da weiter nach Middelburg, um bei in diesen Städten anwesenden portugiesischen Rittern entsprechende Informationen einzuziehen. Insbesondere war ihm hierbei der Ritter Joam Fernand Pacheco behilflich. Dann zog er sich einige Zeit zur Fertigstellung seiner Chronik nach Valenciennes zurück. Hier wurde er unter dem Einfluss Wilhelms von Oostervant, Statthalter des Hennegau, für die burgundische Partei gewonnen. 1391 begleitete er Guy de Blois, der den Tod seines Sohns Louis zu beklagen hatte, nach Château-Renault ans Ufer der Loire. Hier veränderte sich sein politischer Standpunkt erneut.
In Amiens traf Froissart im März 1392 John of Gaunt, 1. Duke of Lancaster, einen Sohn Philippas von Hennegau, was bei ihm Erinnerung an seinen früheren Aufenthalt in England weckte, wohin er sich daraufhin wieder begeben wollte. Als er infolge der Entspannung zwischen Frankreich und England dazu in die Lage versetzt wurde, versah er sich mit von Albrecht von Bayern, Graf von Holland und Seeland, von der Herzogin von Brabant und anderen Adligen ausgestellten Empfehlungsschreiben und machte sich an die Überfahrt von Calais nach Dover, wo er am 12. Juli 1395 ankam. In Canterbury vergeblich auf die Ankunft König Richards II. wartend, schloss er sich dem königlichen Gefolge an und gelangte mit diesem nach Leeds Castle, wo der Monarch mit seinem Onkel, dem Herzog von York, zusammenzutreffen beabsichtigte. Der Herzog stellte den Chronisten dem König vor, dem Froissart eine Sammlung seiner Dichtungen überreichte. Dafür erhielt er von Richard II. ein hohes Salär. Doch war Froissart von seinem England-Besuch enttäuscht, auch, weil viele seiner dortigen alten Freunde bereits verstorben waren, und verließ die Insel nach einem Viertel Jahr wieder. Er kehrte nach Valenciennes zurück und arbeitete weiter an seiner Chronik. Im Dezember 1397 starb sein Gönner Guy de Blois. Das Geschichtswerk Froissarts bricht mit der Schilderung der Katastrophe Richards II. im Jahr 1400 unvermittelt ab, doch lebte er noch mehrere Jahre in Chimay. Diese letzten Lebensjahre Froissarts liegen im Dunkeln. Er starb wohl um 1404, möglicherweise auch erst um 1410, in Chimay. Dort wurde er in der Taufkapelle der Stiftskirche beigesetzt.

## Werke
Ab etwa 1360 fing Jean Froissart an, Gedichte zu verfassen. Dabei bediente er sich insbesondere der Form des Rondeaus (mehr als 100 Titel bekannt). Daneben dichtete er auch Pastourellen, Balladen, Lais und Chants royaux. In seiner höfischen Lyrik ahmte er Guillaume de Machaut nach. Seinen umfangreichen Ritterroman Meliador schrieb er nach 1370 nieder. Unter dem Einfluss der Werke des römischen Dichters Ovid und des Rosenromans entstanden seine Liebesromane L’espinette amoureuse (um 1369), welches Werk 4198 Verse umfasst, und Le joli buisson de jonece (um 1373). Das Hauptwerk Froissarts ist seine umfangreiche Chronik.

### Chronik
Froissarts vier Bücher umfassende Chroniques de France, d’Angleterre, d’Écosse, d’Espagne, de Bretagne, de Gascogne, de Flandre et lieux circonvoisins behandeln die Geschichte der ersten Hälfte des Hundertjährigen Kriegs. Der Autor beschreibt hierin Ereignisse in Westeuropa im Zeitraum von 1325 bis 1400. Er beginnt seine Darstellung mit den zur Absetzung Eduards II. führenden Vorkommnissen und setzt sie bis zur Entmachtung Richards II. und Thronbesteigung Heinrichs IV. fort, wo die Erzählung abrupt abbricht. Im ersten Teil der Chronik bis etwa 1356 ist Froissart weitgehend vom Chronisten Jean Le Bel abhängig. Danach ist sie seine originale Leistung, wo er selbst auf seinen zahlreichen Reisen durch England, Schottland, Burgund, Italien und Frankreich eingezogene Nachrichten präsentiert. Sein historisches Werk wurde später von Enguerrand de Monstrelet fortgesetzt.
An seiner Chronik arbeitete Froissart mit großem Enthusiasmus etwa vier Jahrzehnte. Als Informationsquellen im Vordergrund stehen mündliche Berichte von Adligen, aber auch eigene Autopsie; dagegen hat Froissart kaum Urkundenmaterial ausgewertet. Er suchte möglichst viele Berichte von Informanten zu erhalten, die er zu diesem Zweck öfters auch in entfernteren Gegenden aufsuchte. Jean-Charles Roman d’Amat meint indessen, dass Froissart die ihm gebotenen Nachrichten zu wenig nachkontrolliert habe und sehr leichtgläubig gewesen sei. Auch habe er wenig auf die Chronologie geachtet. Das Geschichtswerk ist außerdem parteiisch nach den jeweiligen politischen Ansichten des Autors geschrieben, so zuerst proenglisch, dann unter dem Einfluss seines Patrons Guy von Blois frankophil orientiert, in den späten Partien im burgundischen Sinn abgefasst.
Froissart entwirft in seinem Geschichtswerk ein detailliertes und anschauliches Bild der aristokratischen Gesellschaft des 14. Jahrhunderts; tatsächlich war er auch mit vielen herausragenden Repräsentanten des damaligen Adels persönlich bekannt. Vor allem nimmt die Darstellung des Feudaladels breiten Raum ein. Seine Sympathie gehört besonders dem Rittertum, dessen in Waffentaten sich spiegelnde Tapferkeit (Proece) er dem zeitgenössischen Publikum und der Nachwelt zur Kenntnis bringen wollte. Er schildert mit Vorliebe Feldzüge, Schlachten, Feste und Sitten in lebendiger und bilderreicher Sprache. Religiöse Themen erwähnt er nur nebenbei, etwa wenn er bei der Charakterisierung eines Ritters auch dessen Frömmigkeit hervorheben will. Das einfache Volk streift er ebenfalls nur flüchtig. Vor allem spielt es bei seiner Darstellung des Bauernaufstands von 1381 in England eine wichtigere Rolle. Dabei porträtiert er auch den Priester John Ball  in relativ fairer Weise und lässt ihn in überzeugenden Worten über die Bedrückung der einfachen Bürger klagen.
Von Froissarts Chronik gibt es mehrere Redaktionen ziemlich verschiedenen Charakters; bis zuletzt schrieb der Autor sie immer wieder um und erweiterte sie. Das Werk erfreute sich auch bei den nachfolgenden Generationen großer Beliebtheit; zahlreiche Handschriften blieben erhalten. A. Vérard besorgte den Erstdruck der Chronik, den er 1495 in vier Bänden in Paris erscheinen ließ. Nach weiteren Editionen besorgte Joseph Kervyn de Lettenhove eine sorgfältige Standardausgabe unter dem Titel Œuvres de Froissart: Publiées avec les variantes des divers manuscrits – Chroniques (26 Bände, Brüssel 1867–77; Neudruck 1967–73). Andrée Duby legte eine in heutiges Französisch übersetzte Publikation vor (Paris 1997).

### Meliador
Sein Aufenthalt in England am Hof Königin Philippas von Hennegau dürfte Froissart die Anregung zur Abfassung des Artusromans Meliador gegeben haben. Zuerst schrieb er in den frühen 1370er Jahren eine erste Fassung, die aber nur sehr bruchstückhaft erhalten ist. In den 1380er Jahren arbeitete er eine umfangreichere, mehr als 30.700 Verse umfassende Version aus, deren Schlussteil verschollen ist. In diesen Roman flocht Froissart auch Verse seines Mäzens Wenzel von Luxemburg ein, der ihn vielleicht zur Weiterarbeit an dem Roman ermutigte. In seiner Gesamtkonzeption und im Stil ist der Roman stark am Vorbild des sog. Vulgata-Zyklus orientiert, so etwa in der Strukturierung des Inhalts in große, miteinander verbundene Erzählkomplexe. Trotz des Titels konzentriert sich die Handlung nicht auf eine einzige Hauptgestalt, wenn auch der junge Artusritter Meliador, Prinz von Cornwall, eine bedeutende Rolle spielt, sondern auf eine Reihe von mehr oder weniger herausragenden Helden, von denen jeder einzelne das ritterliche Ideal auf eine andere Art repräsentiert.
Die Handlung greift die frühe Geschichte des Artushofs auf; daher fehlen bedeutende Protagonisten dieses Sagenstoffs wie Lancelot und Parzival. Der titelgebende Held Meliador freit um die Hand der schottischen Prinzessin Hermondine, findet aber einen Konkurrenten in König Camel von Northumberland, der die schöne Prinzessin ebenfalls begehrt. So hat Meliador diesen Rivalen zu überwinden sowie zusätzlich fünf Jahre hindurch Proben seiner Talente abzugeben, ehe er bei einem in Roxburgh ausgetragenen Turnier, bei dem er sich gegen zahlreiche andere Ritter behauptet, die Hand der Prinzessin erringt.
Froissart widmet sich in diesem Ritterroman insbesondere der genauen Beschreibung von Turnieren, ferner der Schilderung des höfischen Lebens, was für die Zeit des Autors bereits einen Anachronismus darstellt. Prägnante Merkmale seines Versromans sind der Verzicht auf Liebesszenen, die Hervorhebung von Kameradschaften unter Frauen, die Hintanstellung phantastischer Elemente und die Einbettung des Geschehens in eine wirklichkeitsnahe Geographie.
Der Meliador ist eher ein konventioneller Versroman in der Tradition der Artussage, als dass er dieses Genre durch neu erfundene Elemente bereichert hätte. Wohl begeisterte er das zeitgenössische adlige Publikum, hatte aber – wie generell Froissarts Lyrik – keine größere Nachwirkung. Er galt nach 1440 als verschollen, bis Auguste Longnon 1892 ein wichtiges Fragment einer Handschrift des Romans im französischen Nationalarchiv und den Rest unter den Manuskripten der Pariser Nationalbibliothek entdeckte. Dort führt das Werk den Titel Roman de Camel de Camois et d’Hermondine, fille du roi d’Écosse. Longnon veranstaltete die Erstausgabe des Texts unter dem Titel Méliador: Roman comprenant les poésies lyriques de Wenceslas de Bohême, Duc de Luxembourg et de Brabant (3 Bände, Paris 1895–99; Nachdruck New York 1965).

## Manuskripte seiner Werke
Bereits im 15. Jahrhundert wurden zahlreiche Abschriften der Werke von Froissart angefertigt und besonders die vier Bände der Chroniken in den 1460er bis 1480er Jahren mit bedeutenden und umfangreichen Zyklen von Illustrationen versehen. Unter den Künstlern waren so bedeutende Buchmaler wie Loyset Liédet und Lieven van Lathem. Diese Bilder haben durch zahlreiche Reproduktionen seit dem 19. Jahrhundert das heutige Bild des späten 15. Jahrhunderts und seiner materiellen Kultur und Lebensweise (Kostüme, Waffen, Schlachten etc.) stark geprägt. Der erste Druck der Chroniken erfolgte 1495. Die folgende Übersicht stellt eine Auswahl der bedeutendsten Manuskripte dar:
- Antwerpen, Plantin-Moretus Museum, MS 15.4 (Buch I)
- Antwerpen, Plantin-Moretus Museum, MS 15.5 (Buch II)
- Antwerpen, Plantin-Moretus Museum, MS 15.6 (Buch III)
- Antwerpen, Harry Ransom Humanities Research Center, ms. 48
- Berlin, Staatsbibliothek – Preussischer Kulturbesitz, Depot Breslau 1, ms. Rhediger 4 (um 1468 abgeschrieben und illuminiert für Anton Bastard von Burgund)
- Besançon, Bibliothèque d’Étude et de Conservation, ms. 864
- Besançon, Bibliothèque d’Étude et de Conservation, ms. 865
- Brüssel, Bibliothèque Royale, ms. II 88
- Brüssel, Bibliothèque Royale, ms. IV 251, tome 1
- Brüssel, Bibliothèque Royale, ms. IV 251, tome 2
- Brüssel, Bibliothèque Royale, ms. IV 467
- Brüssel, Bibliothèque nationale de France, fonds français MS 2663
- London, British Library, ms. Harley 4379–4380 (angefertigt um 1470/72 für Philippe de Commynes)[16]
- Paris, Bibliothèque de l’Arsenal, ms. 5187 (Buch I)
- Paris, Bibliothèque de l’Arsenal, ms. 5188 (Buch II)
- Paris, Bibliothèque de l’Arsenal, ms. 5189 (Buch III)
- Paris, Bibliothèque de l’Arsenal, ms. 5190 (Buch IV)
- Paris, Bibliothèque nationale de France, fonds français ms. 2641 (Buch I)
- Paris, Bibliothèque nationale de France, fonds français ms. 2643 (Buch I) Digitalisat der BNF (mit den folgenden Manuskripten bis ms. 2646 angefertigt für Ludwig von Gruuthuse in Brügge, illuminiert durch den Miniaturist Loyset Liédet dort)
- Paris, Bibliothèque nationale de France, fonds français ms. 2644 (Buch II) Digitalisat der BNF
- Paris, Bibliothèque nationale de France, fonds français ms. 2645 (Buch III) Digitalisat der BNF
- Paris, Bibliothèque nationale de France, fonds français ms. 2646 (Buch IV) Digitalisat der BNF
- Paris, Bibliothèque nationale de France, fonds français ms. 2663 (Buch I)
- Paris, Bibliothèque nationale de France, fonds français ms. 2664 (Buch II)
- Stonyhurst College Library, ms. 1
- Den Haag, Koninklijke Bibliotheek, ms. 72 A 25
- Toulouse, Bibliothèque d’Étude et du Patrimoine, ms. 511